# Sabulodes combustaria
Sabulodes combustaria är en fjärilsart som beskrevs av J. Peter Maassen 1890. Sabulodes combustaria ingår i släktet Sabulodes och familjen mätare. Inga underarter finns listade.